# Agonita sculpturata
Agonita sculpturata es un coleóptero de la familia Chrysomelidae.
Fue descrita científicamente por primera vez en 1953 por Gressitt.